# Astronomía galáctica
Se denomina astronomía galáctica a la investigación astronómica de nuestra galaxia, la Vía Láctea.
La diferencia entre astronomía galáctica y astronomía extragaláctica solo se empezó a hacer a principios del siglo pasado, cuando las observaciones de Edwin Hubble mostraron sin lugar a dudas que la nebulosa de Andrómeda era una galaxia similar a la nuestra, y a una considerable distancia de ella.
Los objetos de interés en nuestra galaxia son muchos, incluyendo estrellas, nubes interestelares —-que es donde la formación estelar se realiza—-, nuestro centro galáctico —-que estamos casi seguros posee un agujero negro—-, etc.